# Szamasz-abua (eponim)
Szamasz-abua, Szamasz-abuja (akad. Šamaš-abūa, Šamaš-abūja; w transliteracji z pisma klinowego zapisywane mdUTU-AD-ia) – wysoki dostojnik (funkcja nieznana) na dworze asyryjskiego króla Adad-nirari II (911-891 p.n.e.), wzmiankowany w jednej z inskrypcji tego władcy. Zgodnie z asyryjskimi listami eponimów pełnił on w 894 r. p.n.e. urząd limmu (eponima). Za jego eponimatu Adad-nirari II poprowadzić miał drugą wyprawę wojenną przeciw miastom w krainie Habhu, które ponownie zagroziły miastu Kummu, sojusznikowi Asyrii.